# Brégovo (Vidin)
Pour l’article homonyme, voir Brégovo.
Brégovo (en bulgare Брегово) est une ville située dans le nord-ouest de la Bulgarie.

## Géographie
La ville de Brégovo est située à l'extrémité nord-ouest de la Bulgarie, à 1 km de la frontière avec la Serbie et à 220 km au nord-ouest de la capitale Sofia. La ville se trouve sur la rive droite du Timok, à proximité de son confluent avec le Danube.
La ville est le chef-lieu de la commune de Brégovo, qui fait partie de la région de Vidin.

## Histoire
Le nom de la ville est mentionné pour la première fois en 1560 dans un registre ottoman. Il provient du mot breg, qui signifie la "rive" (en l'occurrence celle du Timok), tandis que le suffixe -ovo, commun dans les langues slaves, indique un nom de lieu.
Une école publique y fut ouverte en 1864, un bureau de poste en 1879 et un bureau de douane en 1895. Un centre culturel (Tchitalichté) y fut créé le 26 décembre 1897.

## Galerie

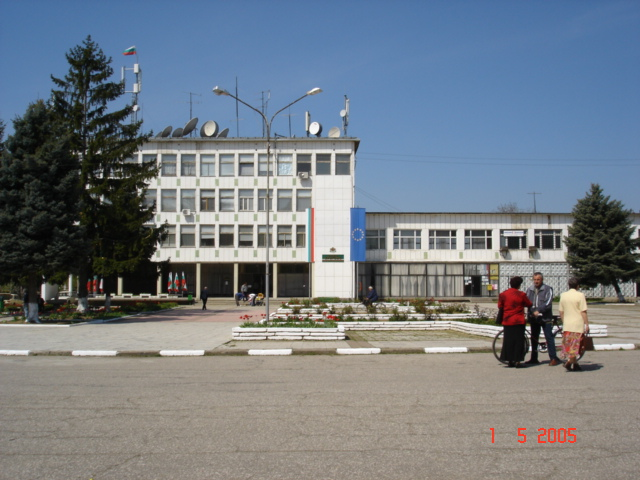
La mairie de Brégovo
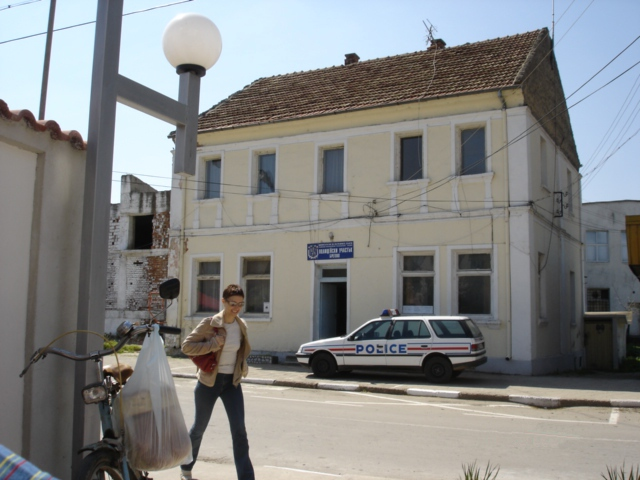
L'antenne de Police